# Raymond Brun
Pour les articles homonymes, voir Raymond Brun (mercenaire) et Brun.
Charles Raymond Brun, souvent appelé simplement Raymond Brun, né le 18 mars 1915 à Audenge (Gironde) et mort le 29 décembre 2006 à Salles (Gironde), est un homme politique français.

## Détail des fonctions et des mandats
Mandats locaux
- 1965 - 1997 : maire de Salles
- 1945 - 1992 : conseiller général de la Gironde
- 1986 - 1998 : vice-président du conseil régional d'Aquitaine

Mandats parlementaires
- 26 avril 1959 - 30 septembre 1989 : sénateur de la Gironde